# Enlluernament

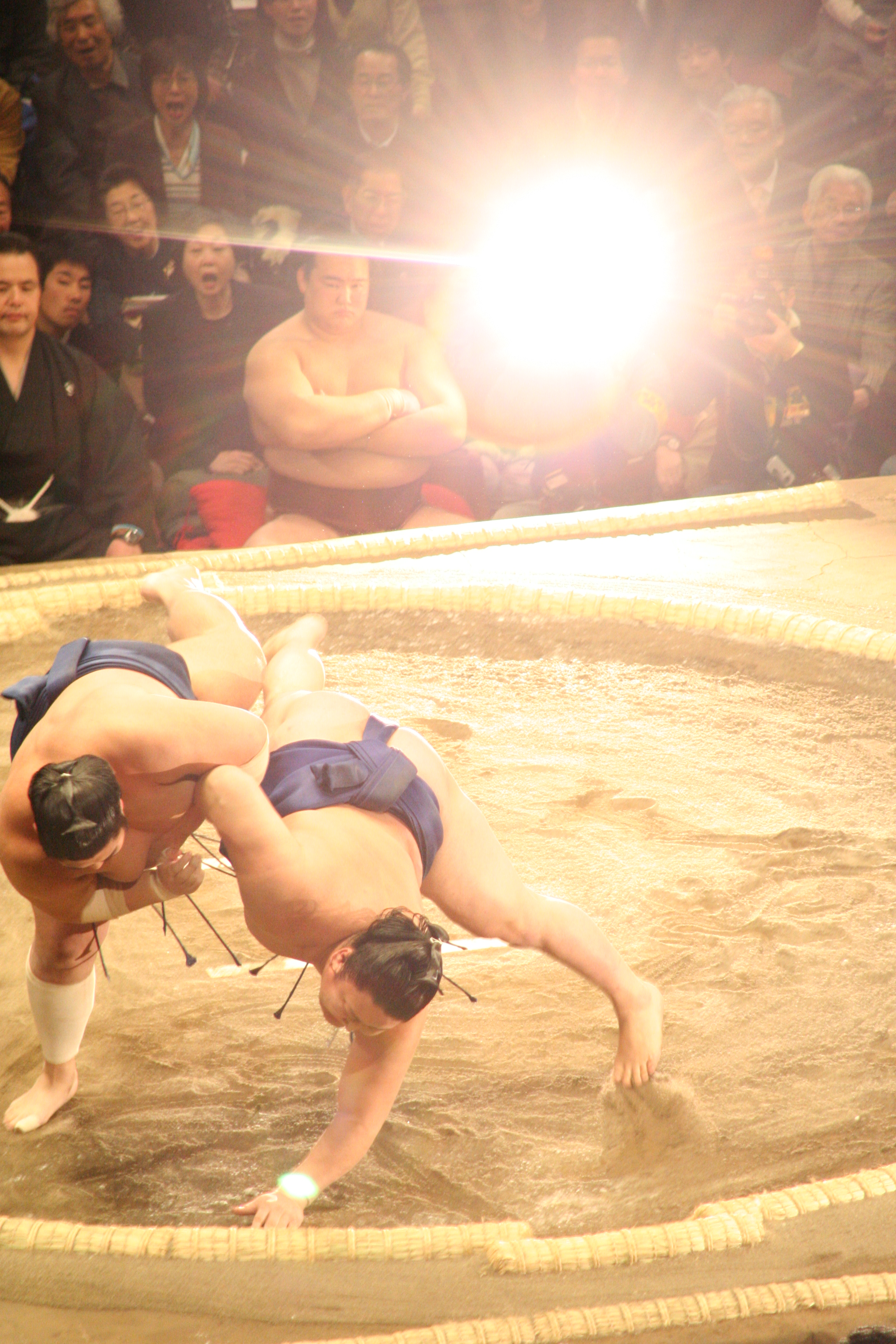
Enlluernament pel disparament d'un flaix

L'enlluernament és un fenomen de la visió que produeix molèstia o disminució en la capacitat de diferenciar objectes, o ambdues coses a la vegada, a causa d'una inadequada distribució o esglaonament de luminàncies, o a conseqüència de contrasts excessius en l'espai o en el temps. Aquest fenomen actua sobre la retina de l'ull en la qual es produeix una reacció fotoquímica, insensibilitzant-la durant un temps, transcorregut el qual torna a recuperar-se. Els efectes que originen l'enlluernament poden ser de tipus psicològic (molest) o de tipus fisiològic (pertorbador). Quant a la forma de produir-se, pot ser directe com el que prové de fonts lluminoses (làmpades o finestres) que estan dins del camp visual, o reflectit per superfícies de gran reflectància (especialment superfícies especulars com les dels metalls polits).
Les superfícies que no siguin completament mate donen lloc, per reflexió de la llum, a imatges més o menys netes dels focus lluminosos. Inclús si la luminància no és excessiva, aquestes imatges són gairebé sempre molestes quan es troben en el camp visual i, especialment, en la regió central d'aquest camp.
D'acord amb el que s'ha exposat, s'evitarà tota superfície polida innecessària (cristalls sobre les taules, etc.) En el cas que s'utilitzin superfícies semi-polides (pissarres)s'il·luminaran mitjançant fonts amb la luminància més petita possible i amb una posició que es calculi en funció dels reflexes que puguin sortir (filtres, reixes, difusors...)
En casos especials, les imatges que proporcionen reflexió podran ser útils (visió per efecte de silueta, examen de defectes en superfícies polides, composició d'impremta, etc.)